# Alba Sánchez
Alba Sánchez est une joueuse de volley-ball espagnole, née le 9 septembre 1991 à Moraleja (Province de Cáceres). Elle mesure 1,77 m et joue au poste de réceptionneuse-attaquante.

## Clubs
| Club                          | De        | À         |
| ----------------------------- | --------- | --------- |
| CV Benidorm                   | 2004-2005 | 2005-2006 |
| CAEP Soria                    | 2006-2007 | 2008-2009 |
| Universidad de Burgos         | 2009-2010 | 2011-2012 |
| Vóley Murcie                  | 2012-2013 | 2012-2013 |
| CV Nuestra Señora de la Luz   | 2013-2014 | 2013-2014 |
| Dauphines Charleroi           | 2014-2015 | 2014-2015 |
| Évreux Volley-ball            | 2015-2016 | 2016-2017 |
| Quimper Volley 29             | 2017-2018 | 2017-2018 |
| Club Voleibol Murillo         | 2018-2019 | 2019-2020 |
| Club Voleibol J.A.V. Olímpico | 2020-2021 | …         |

## Palmarès
- Championnat d'Espagne
  - Vainqueur : 2019.
- Copa de la Reina
  - Vainqueur: 2019, 2020.
  - Finaliste : 2010.
- Supercoupe d'Espagne
  - Vainqueur: 2018, 2019.
- Championnat de Belgique
  - Finaliste : 2015.